# Zoege von Manteuffel
Zoege von Manteuffel oder Manteuffel genannt Szoege bzw. Manteuffel-Szoege ist der Name eines alten baltischen Adelsgeschlechts, das im Baltikum mit Gerardus Soye beginnt, der als wierländischer Vasall des Königs von Dänemark Christian II. nebst 40 anderen am 11. Juni 1325 urkundlich erwähnt wird. 1333 und 1360 wird „Johannes dictus Zoge“ als Domherr von Dorpat erwähnt. In einer Urkunde vom 30. Juni 1390 werden Henneke und Gert Soye als Söhne des Claus bezeichnet. Hermann, Claus, Otto und Hans Soye siegelten 1428 auf der Urkunde des Erzbischofs mit dem Deutschorden.

## Name
Der Name wechselte zwischen Zoye, Soye, Soeghe, Zoeghe, Zöge, Szöge, Zoege und Szoege oder auch anderen Schreibweisen. Der Beiname Manteuffel wurde erstmals in Kurland im 17. Jahrhundert, später auch in Estland und Livland angenommen und ist heute vereinfachend oft als Hauptname gebräuchlich. Vermutlich handelt es sich um eine Familie von Deutsch-Balten bzw. deutschstämmigen Rittern, die gegen Ende des 12. Jahrhunderts im Rahmen der Deutschen Ostsiedlung mit dem Schwertbrüderorden ins Land kam.
Es besteht keine Verwandtschaft zur pommerschen Familie mit dem Namen von Manteuffel, die auch ein anderes Wappen führt. Warum die kurländische Familie Szoege diesen Namen zusätzlich annahm, ist unklar. Die kurländische Linie siegelte erstmals 1528 mit einem dem Wappen der Zoeges aus Estland nahezu identischen Wappen. Der polnische Rittmeister Evert (Eberhard) Soye auf Zunzen schrieb sich 1601 als erster – zunächst einmalig – „Szoege gen. Manteuffel“. Erst sein Sohn Eberhard (1590–1637) benutzte den Beinamen Manteuffel regelmäßig. Eine 1909 verlegte Familiengeschichte der kurländischen Linie führte zwei erfundene Ehepaare auf, die sie mit der pommerschen Linie verknüpfte, was schon Monate später berichtigt wurde. Der 1894 gegründete „Manteuffelsche Familienverband e. V.“ umfasst alle Namensträger.

## Linien der Familie
Von der Stammfamilie, die (als Zoege von Manteuffel) bis zum Zweiten Weltkrieg in Estland blieb, zweigen folgende Linien ab:
- 1520 die (dort besitzliche) Kurländische Linie von Manteuffel gen. Szoege / von Manteuffel-Szoege mit den 3 Häusern Katzdangen, Laiden und Sirgen-Appussen, seit 1862 russische Barone.[2]
- 1531 die Linie Insel Oesel, Kursk, Pensa, noch heute in Moskau.
- 1531 die Linie Ennenberg/Eckengraf nebst (reichs-)gräflichem Ast (Estland, seit 1759–1953) und Ast Bersegall (Polnisch Livland seit 1737, noch heute in Polen und Kanada).
- 1746 die Linie Rendsburg (von Manteuffel gen. Zoegen).

### Namensträger der Stammfamilie

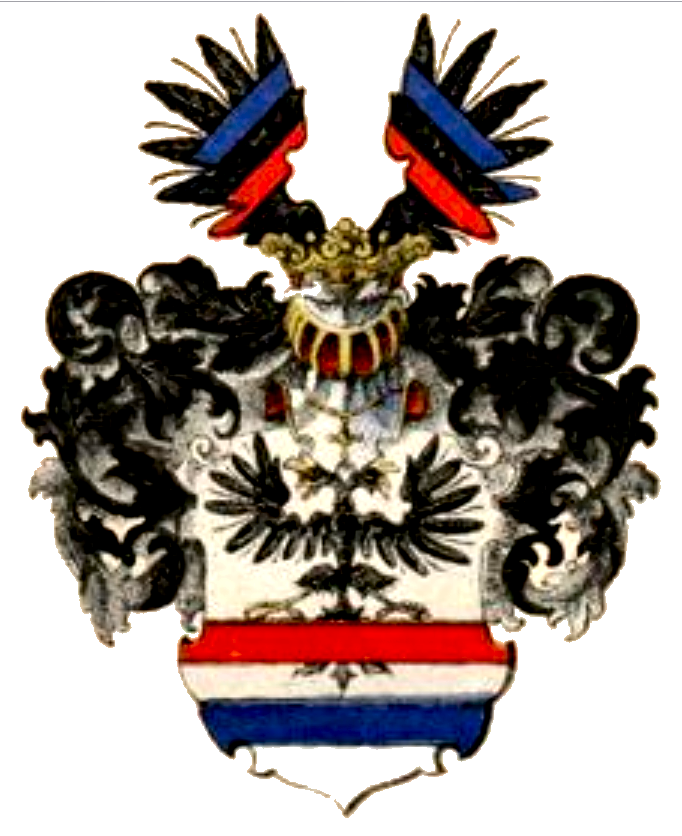
Wappen der Zoege von Manteuffel

- Wilhelm Johann I. Zoege von Manteuffel (1704–1762), herzoglich holsteinischer General en Chef, Kommandeur der holsteinischen Truppen, russischer Kammerherr
- Otto Jacob Freiherr Zoege von Manteuffel (1718–1796), schwedischer Gesandter beim Niedersächsischen Reichskreis und am preußischen Hof
- Wilhelm Johann II. Zoege von Manteuffel (1745–1816), herzoglich holsteinischer Kapitän und Assessor
- Helene Marie (Lilla) Zoege von Manteuffel (1773–1842), Ehefrau des Malers Gerhard von Kügelgen
- Emilie Zoege von Manteuffel (1787–1835), Ehefrau des Malers Karl von Kügelgen
- Otto Zoege von Manteuffel (1822–1889), deutschbaltischer Porträt-, Genre- und Landschaftsmaler der Düsseldorfer Schule
- Ursula Zoege von Manteuffel (1850–1910), Schriftstellerin, Autorin von 17 (meist stark romantisierenden) Romanen, publiziert ab 1877
- Eva (Magda) Zoege von Manteuffel (1852–1939), baltische Landschaftsmalerin (Aquarelle)
- Werner Zoege von Manteuffel (1857–1926), Mediziner, Professor der Chirurgie an der Universität Dorpat, russischer wirklicher Staatsrat, Ehrenleibchirurg des Zaren, benutzte als Erster sterile Gummihandschuhe bei Operationen (um 1890)
- Peter Zoege von Manteuffel (1866–1947), deutschbaltischer Roman-Schriftsteller und Balladendichter, erhielt wegen seiner zahlreichen Werke über die estnische Bevölkerung 1935 den Literaturpreis der Republik Estland
- Kurt Zoege von Manteuffel (1881–1941), Kunsthistoriker, Direktor des staatlichen Kupferstichkabinetts in Dresden
- Ernst Baron Zoege von Manteuffel (1867–1923), auf Wechmuth (bis 1918), russischer Ehrenfriedensrichter (1905–1915), Vizepräsident des Verbandes des Estländischen Stammadels (1922–1923)
- Claus Zoege von Manteuffel (1926–2009), Kunsthistoriker, zuletzt Direktor des Landesmuseums Baden-Württemberg

### Namensträger der kurländischen Linie

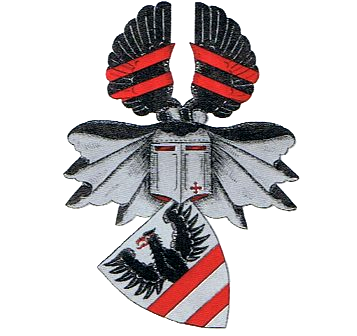
Wappen der Manteuffel gen. Szoege

- Carl I. Manteuffel-Szoege († um 1545), bischöflicher Landrat auf Katzdangen, Blendinen und Ackmen in Kurland
- Carl II. Manteuffel-Szoege († um 1577), herzoglicher Rat und Stiftsvogt (seit 1561) in Kurland
- Eberhard von Manteuffel-Szoege (1590–1637), kaiserlicher Oberst, böhmischer Freiherr, Mitglied der Fruchtbringenden Gesellschaft, der Erste der Gesamtfamilie, der sich durchgehend mit dem Beinamen Manteuffel schmückte
- Christopher Levin Baron Manteuffel-Szoege (1725–1802), Landesbevollmächtigter der kurländischen Ritterschaft in Warschau
- Alfred Carl Vincent von Manteuffel-Szoege (1761–1840), königlich polnischer Kammerherr, stellvertretender Regierungsrat und Oberburggraf des kurländischen Oberhofgerichts
- Karl Wilhelm Georg Baron Manteuffel-Szoege (1820–1884), Oberhofmeister und kurländischer Landesbevollmächtigter
- Karl Georg von Manteuffel (1846–1895), kurländischer Rittergutsbesitzer und Kreismarschall von Grobin
- Georg Baron Manteuffel-Szoege (Kreismarschall) (1862–1919), deutscher Politiker und Kreismarschall von Grobin in Kurland
- Nikolaus Baron von Manteuffel-Szoege (1870–1933), kurländischer Rittergutsbesitzer, Kreismarschall von Grobin, Res. Kreismarschall in Mitau
- Carl Baron Manteuffel-Szoege (1872–1948), auf Katzdangen, Kreismarschall in Hasenpoth
- Leon (Leo) Baron von Manteuffel-Szoege (1887–1955), Fideikommissbesitzer von Zierau in Kurland
- Georg (Georges) Baron Manteuffel-Szoege (1889–1962), Politiker (CSU), MdB (1953–62) und Präsident des Hauptamtes für Soforthilfe (ab 1950), Vorsitzender der Deutsch-Baltischen Landsmannschaft (seit 1950), Präsident des Bundes der Vertriebenen (1957–59)
- Hans von Manteuffel-Szoege (1894–1919), deutsch-baltischer Offizier und Kommandeur in der Baltischen Landeswehr (seit Ende 1918)
- Friedrich Karl Baron von Manteuffel-Szoege (* 1945), Schauspieler (Bühnenname: Felix von Manteuffel)

### Namensträger der Linie Oesel/Kursk/Pensa/Moskau
- Alexander Zoege von Manteuffel (1835–1899), Abgeordneter im Kreis-Gouvernement Kr. Serpuchow, Schriftsteller, publizierte viel Besprechungen ausländischer Literatur, Übersetzer deutscher Dichter (zum Beispiel Heinrich Heine) ins Russische, Korrespondent diverser russischer Zeitungen
- Pjotr Alexandrowitsch Manteuffel (1882–1960), Biologe, Jagdexperte, Leiter der ornithologischen Abteilung des Moskauer Zoos, dann Direktor des Moskauer Zoos, Autor
- Jurij (Yurii) Zoege Manteuffel (Manteifel) (1933–2016), Biologe, Zoo-Physiologe, bis 2010 Leiter des Labors für Vergleichende Neurobiologie von Säugetieren am Severtsow-Institut für Ökologie und Evolution, Russische Akademie der Wissenschaften in Moskau, Autor zahlreicher Fachartikel

### Namensträger der Linie Ennenberg/Eckengraf – Grafen von Manteuffel – Haus Bersegall, Polen

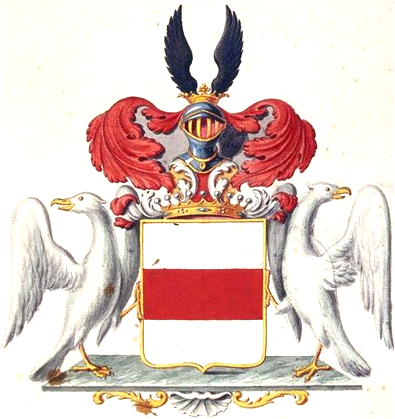
Wappen des Landrats Gotthard Johann Graf Manteuffel (Stamm Zoege) – irrtümlich (!) das der Pommerschen Manteuffels

- Gotthard Johann Graf von Manteuffel (1690–1763), Reichsgraf Wien 1759, estländischer Landrat, stellvertretender Generalgouverneur von Reval
- Andreas Gotthard Graf von Manteuffel (1714–1768), Majoratsherr auf Talkhof, kaiserlich russischer Generalleutnant, estländischer Landrat
- Ludwig Wilhelm Graf von Manteuffel (1726–1791), livländischer Landrat, russischer Geheimer Staatsrat, Ritter des russischen St. Wladimirordens, Präsident des I. Deptartements des livländischen Oberlandesgerichts in Riga
- Peter Graf von Manteuffel (1768–1842), deutschbaltischer Literat in estnischer Sprache, wegen seiner ausgefallenen Erfindungen „der verrückte Graf“ genannt
- Gotthard Johann (Iwan) Graf von Manteuffel (1771–1813), kaiserlich russischer Generalmajor, Kommandeur des St. Petersburger Dragoner-Regiments, gefallen in der Völkerschlacht von Leipzig
- Gustaw Baron von Manteuffel-Szoege (1832–1916), Privatgelehrter, Historiker, Ethnograph, Mitglied der Polnischen Akademie der Wissenschaften, Autor von „Inflanty Polskie“ (1879), dem Standardwerk über polnisch Livland (auch Lettgallen genannt),[3] und von „Terra Mariana 1186–1888“, einer Sammlung von Stahlstichen und Federzeichnungen in vier Alben, Sammler von livländischen Volksliedern
- Jerzy Manteuffel-Szoege (1900–1954), Prof. Universität Lublin, Breslau und Warschau, Papyrologe
- Tadeusz Manteuffel-Szoege (1902–1970), Prof. Universität Warschau, polnischer Historiker, Mitglied der Polnischen Akademie der Wissenschaften
- Ryszard Manteuffel-Szoege (1903–1991), Prof. für Agrarökonomie Universität Warschau, Mitglied der Polnischen Akademie der Wissenschaften
- Leon Manteuffel-Szoege (1904–1973), Prof. Universität Warschau, polnischer Herzchirurg und Hochschullehrer, „Vater der polnischen Thoraxchirurgie“

### Galerie

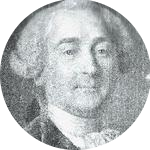
Andreas Gotthard Graf von Manteuffel
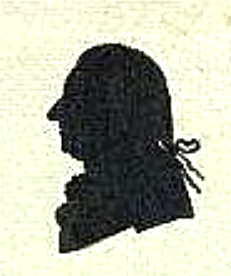
Ludwig Wilhelm Graf von Manteuffel
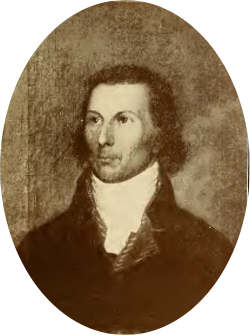
Willhelm Johann II. Zoege von Manteuffel
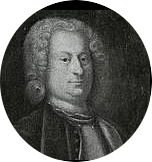
Gotthard Johann I. Graf von Manteuffel
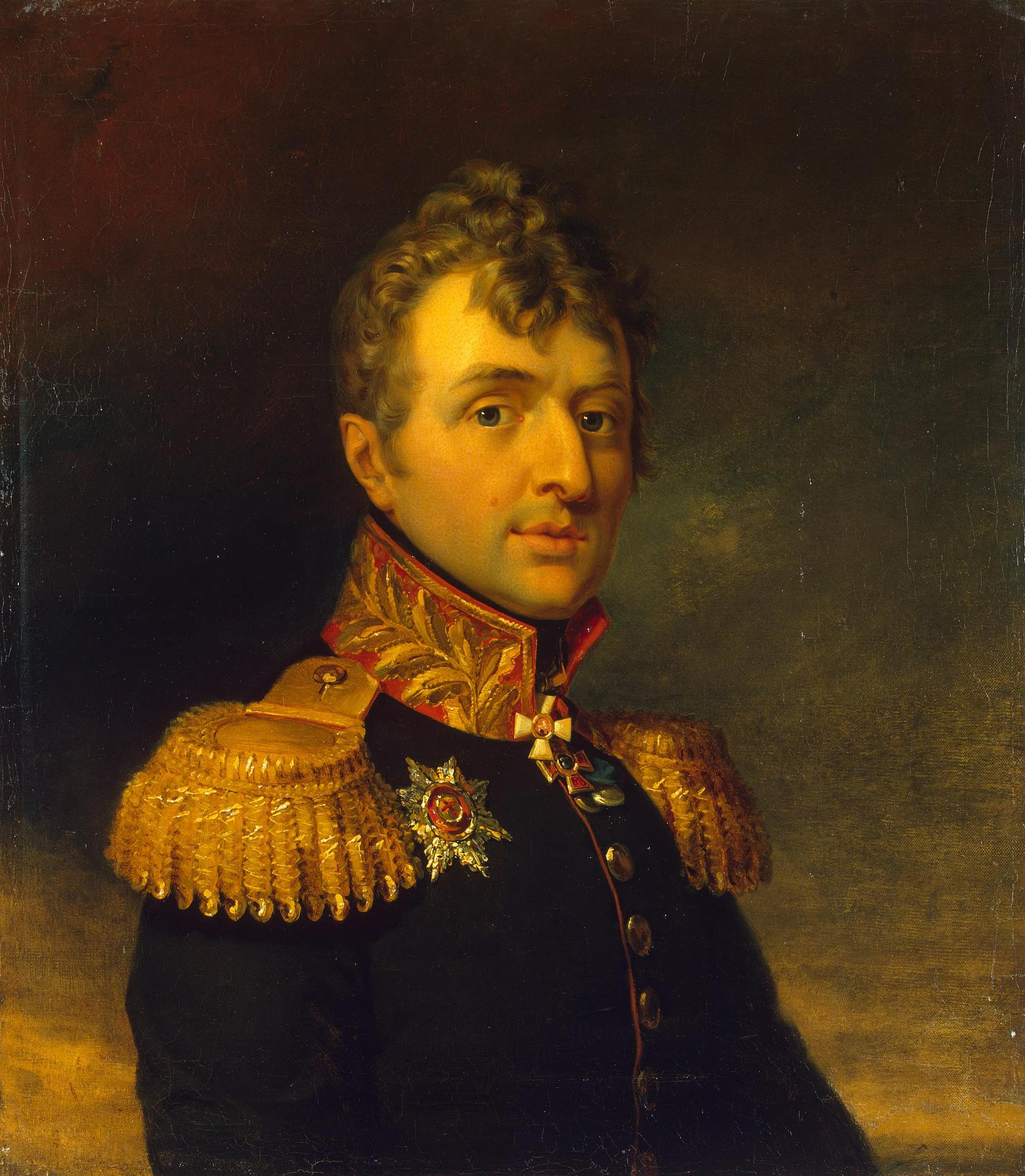
Gotthard Johann II. Graf Manteuffel (Ivan Vasilyevich)
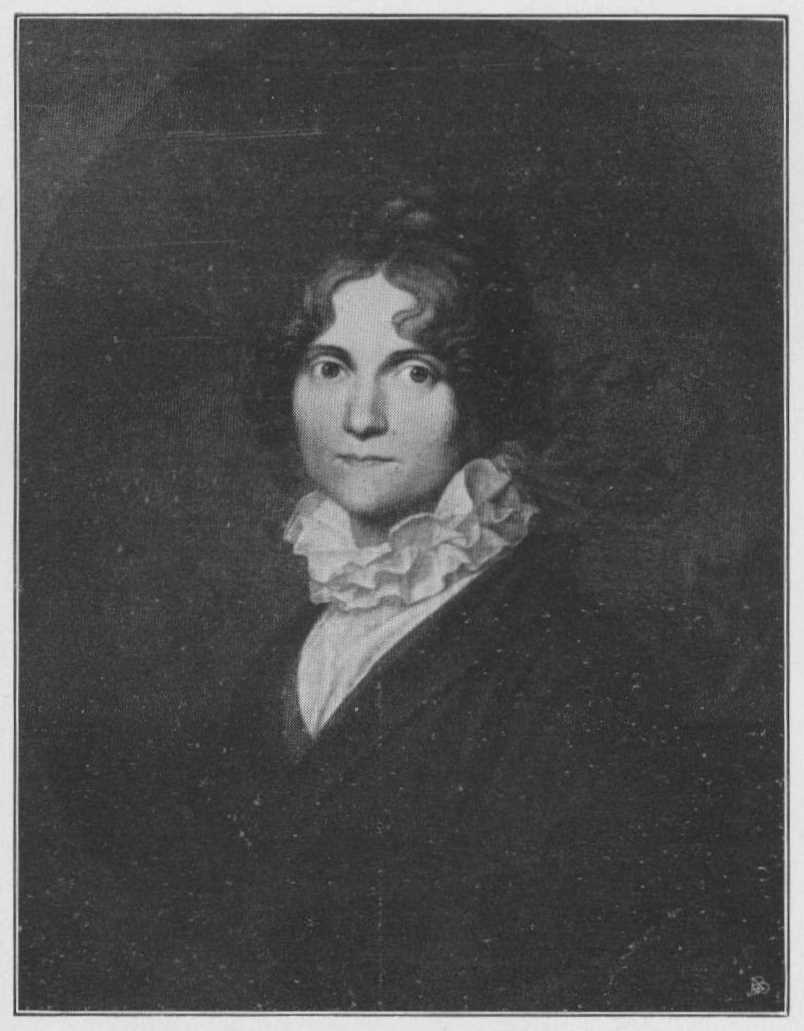
Helene, geb. Zoege von Manteuffel
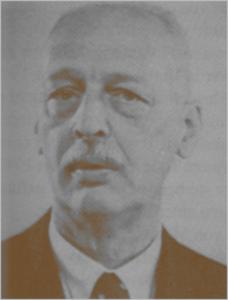
Kurt Baron Zoege von Manteuffel
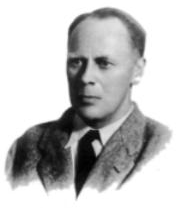
Tadeusz Manteuffel-Szoege
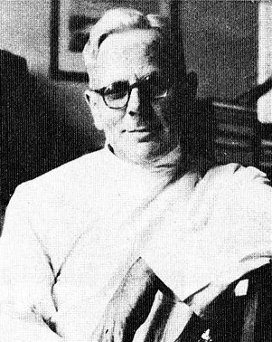
Leon Manteuffel-Szoege